# فريدريك بيانكي
فريدريك بيانكي (بالإنجليزية: Frederick Bianchi)‏ هو ملحن أمريكي، ولد في 1954.